# لويحة بيانية

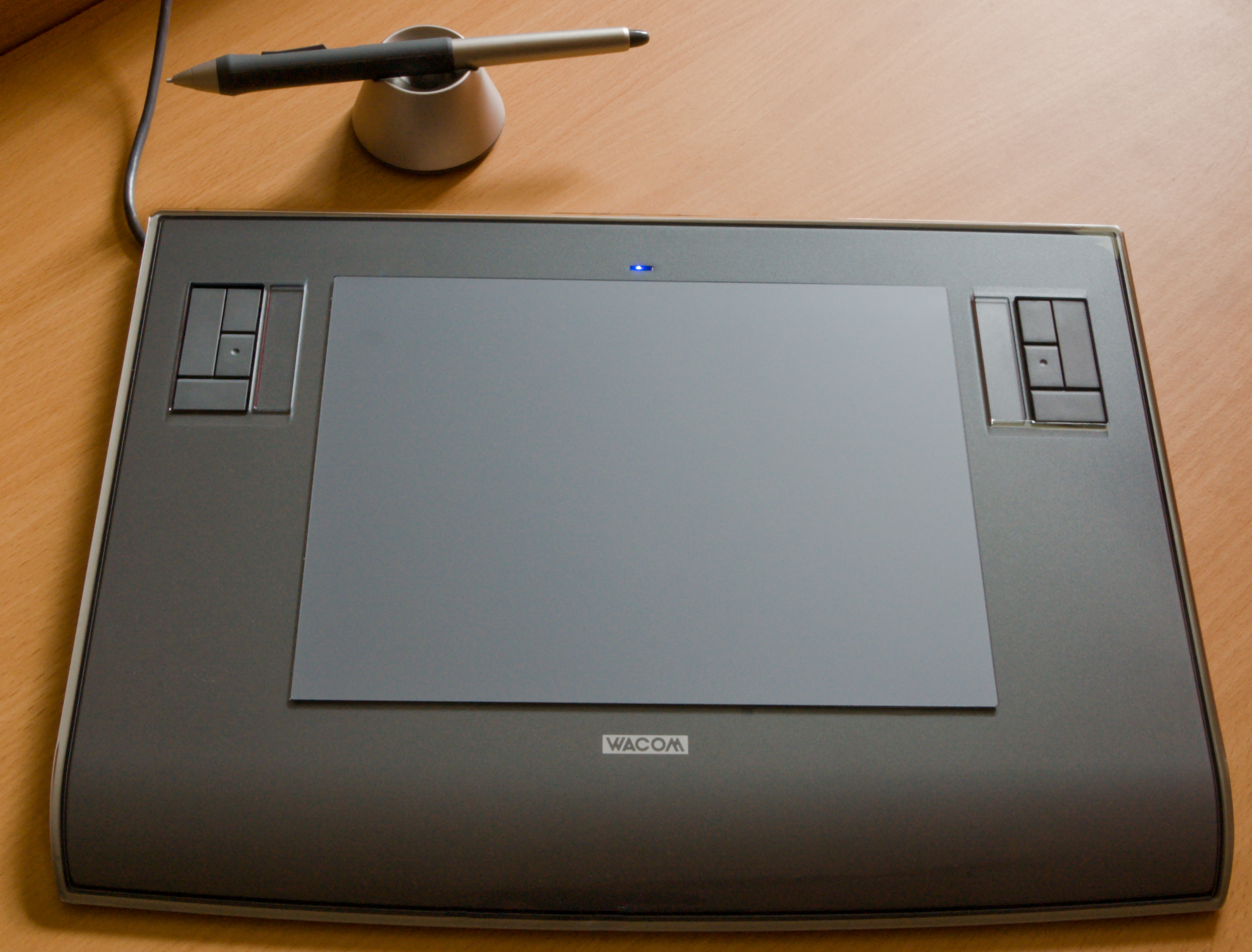
لوح رسم

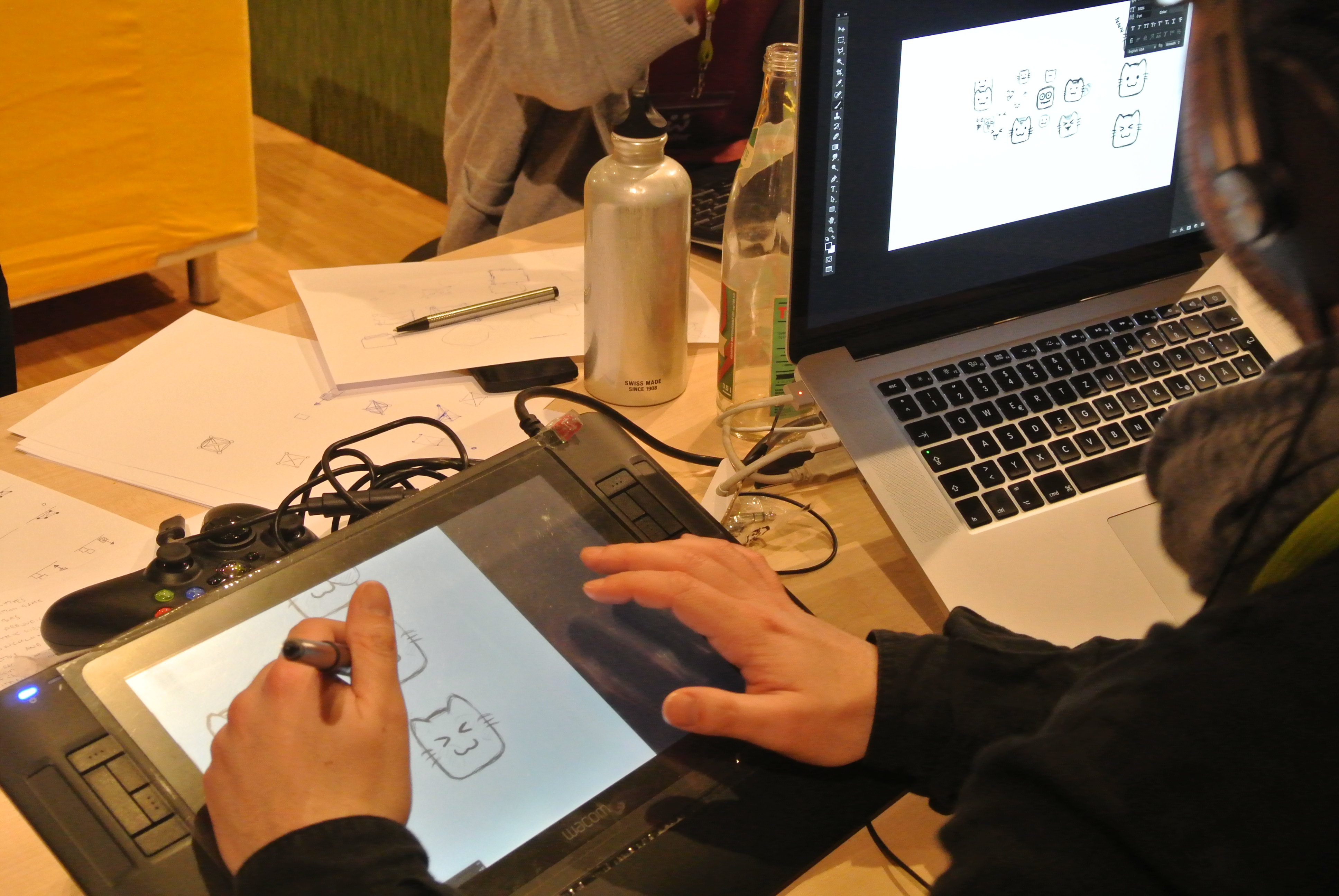
رسم قطط باستعمال لوح الرسم

لويحة بيانية (بالإنجليزية: Graphics tablet): هو جهاز لوحي مع قلم خاص به، يوصل بالحاسوب، يعمل عمل الورقة والقلم، إلا أنه يظهر ما يُكتب على الحاسوب أو على اللوح نفسه مباشرة، كما يعمل أيضًا عمل الفأرة يستخدم للرسم.
تُعتَبر اللويجات البيانية وسيلة طبيعية جداً لإنشاء الرسومات على الكمبيوتر، وذلك بفضل استخدامها لقلم خاص (ستايلس) قادر على استشعار الضغط، والميلان، وغيرها من الخصائص أثناء التفاعل مع اللوح. وتستفيد العديد من برامج التصميم من بيانات مثل الضغط (وأحيانًا الميل أو التدوير) لتعديل خصائص الفرشاة مثل الحجم، أو الشكل، أو الشفافية، أو اللون، أو غيرها من الخصائص استنادًا إلى المعلومات الواردة من اللوح الرسومي.
يُستخدم اللوح الرسومي بشكل شائع في المجال الفني. فباستخدام القلم الخاص مع برامج تحرير الرسومات مثل Adobe Illustrator أو Photoshop أو Corel Painter أو Krita، يحصل الفنانون على دقة عالية عند إنشاء الرسومات الرقمية أو الأعمال الفنية. كما يستفيد المصورون من استخدام الألواح الرسومية أثناء عملية المعالجة اللاحقة للصور، خاصةً في المهام الدقيقة تقنيات التعتيم والتفتيح (Dodging and Burning).
كما يستخدم المعلمون هذه الأجهزة في الفصول الدراسية لعرض ملاحظاتهم المكتوبة يدويًا أو الدروس، وللسماح للطلاب بفعل الشيء نفسه، بالإضافة إلى تقديم الملاحظات على الأعمال التي يتم إرسالها إلكترونيًا. ويستخدم المعلمون عبر الإنترنت اللوح الرسومي لتصحيح أعمال الطلاب أو تقديم دروس مباشرة، خاصةً عندما يتطلب الشرح رسومات أو معادلات رياضية معقدة. كما أصبح الطلاب يستخدمونها بشكل متزايد لتدوين الملاحظات، خصوصًا خلال المحاضرات الجامعية، حيث تساعد على متابعة الشرح بسلاسة. وهي تسهّل عملية التعليم عن بُعد وتُستخدم غالبًا مع الكاميرا لإضفاء طابع أقرب إلى الفصول الدراسية الواقعية.
كما تُعد الألواح البيانية شائعة في مجالات الرسومات الهندسية والرسم الفني والتصميم باستخدام برامج CAD، حيث يمكن وضع ورقة فوق اللوح دون التأثير على أدائه.
وأخيرًا، تزداد شعبية الألواح البيانية كبديل للفأرة في الاستخدام العام للكمبيوتر. فبعض المستخدمين يجدون القلم أكثر سهولة وواقعية، إذ إن موضع القلم على اللوح يتطابق غالبًا مع موقع المؤشر على الشاشة. ويختار الفنانون الذين يستخدمون القلم في أعمالهم الرسومية استخدامه أيضًا في المهام العادية بدلاً من التبديل بين القلم والفأرة. وتُستخدم الألواح أيضًا في بعض الألعاب، حيث تسمح باستخدام القلم كوسيلة لعب دقيقة.
تتوفر الألواح الرسومية بأحجام وأسعار مختلفة؛ حيث تُعد الألواح بحجم A6 منخفضة السعر نسبيًا، بينما تكون الألواح بحجم A3 أعلى تكلفة. وغالبًا ما تتصل هذه الأجهزة الحديثة بالكمبيوتر عن طريق منفذ USB أو HDMI.